# Those words
Those words is een single van Sandra en Andres. Het is afkomstig van hun album Let us sing together.
Those words, en ook de B-kant Isn't it a very good time, zijn geschreven door Dries Holten (Andres) en muziekproducent Hans van Hemert. Om die reden kwam Those words ook op de elpee Hits voor zomaar een zomeravond te staan, waarop liedjes en producties van Hans van Hemert te horen zijn. Harry van Hoof verzorgde de arrangementen en leiding van het orkest.

## Hitnotering

### Nederlandse Top 40
| Positie: | 21 | 13 | 8 | 7 | 5 | 6 | 10 | 15 | 17 | 26 | uit |

### NederlandseDaverende 30
| Positie: | 23 | 16 | 8 | 7 | 6 | 6 | 9 | 13 | 30 | uit |

Sandra Reemer

Al di là · Stille nacht, heilige nacht · 'k Zweef aan m'n ballonnetje · Gloria, gloria · Sluimer zacht · Singapura · Hoe leit dit kindeke · Mijn gitaar · Kopi susu · Als jij maar wacht · Een bos rozen · Heimwee · Mijn concert · Teddy song · Jij vergeet · Since you have gone · (I've got) A love like a rainbow · Simon Zealotes · Love me, honey · The party's over · Trust in me · This is your heartbeat · How little we know · Colorado · Nothing's gonna change · It hurts to be in love · America here I come · Indonesia · Get it on · Rien ne va plus · Fly like an angel · Gold · All out of love · Sleep with me tonight · Laughter in the rain · Goodnight, sweetheart, goodnight · Smoke gets in your eyes · La colegiala · For your love · He was the one · Love is cruel · Domenica · The last goodbye · Mensen zoals jij · Kom naar me toe · Alles wat ik wil · Een boom voor het leven · De mooiste droom is vogelvrij
Sandra en Andres

Storybook children · Somethin' in my heart · For the first time in my life · Reach for the moon · Let us pray together · Love is all around · Those words · Que je t'aime · Mary Madonna · Als het om de liefde gaat · Mama mia · Auntie · Aime-moi · Dzjing boem! · True love · You believed · Oh, nous sommes très amoureux
Dutch Divas

Work that body · From New York to L.A.